# 黄瑞香
黄瑞香（学名：Daphne giraldii），为瑞香科瑞香属下的一个植物种。